# Le Pas (Mayenne)
Le Pas ist eine französische Gemeinde mit 522 Einwohnern (Stand: 1. Januar 2022) im Département Mayenne in der Region Pays de la Loire; sie gehört zum Arrondissement Mayenne und zum Kanton Gorron. Die Einwohner werden Passereaux genannt.

## Geographie
Le Pas liegt etwa 42 Kilometer nordnordöstlich des Stadtzentrums von Laval. Umgeben wird Le Pas von den Nachbargemeinden Couesmes-Vaucé im Norden und Nordwesten, Ambrières-les-Vallées im Osten, Oisseau und Saint-Mars-sur-Colmont im Süden sowie Brecé im Westen und Südwesten.

## Bevölkerungsentwicklung
| Jahr                       | 1962 | 1968 | 1975 | 1982 | 1990 | 1999 | 2006 | 2019 |
| Einwohner                  | 880  | 826  | 729  | 662  | 586  | 515  | 523  | 549  |
| Quellen: Cassini und INSEE |      |      |      |      |      |      |      |      |

## Sehenswürdigkeiten
- Menhir von Saint-Civière, Monument historique seit 1889
- Kirche Saint-Martin

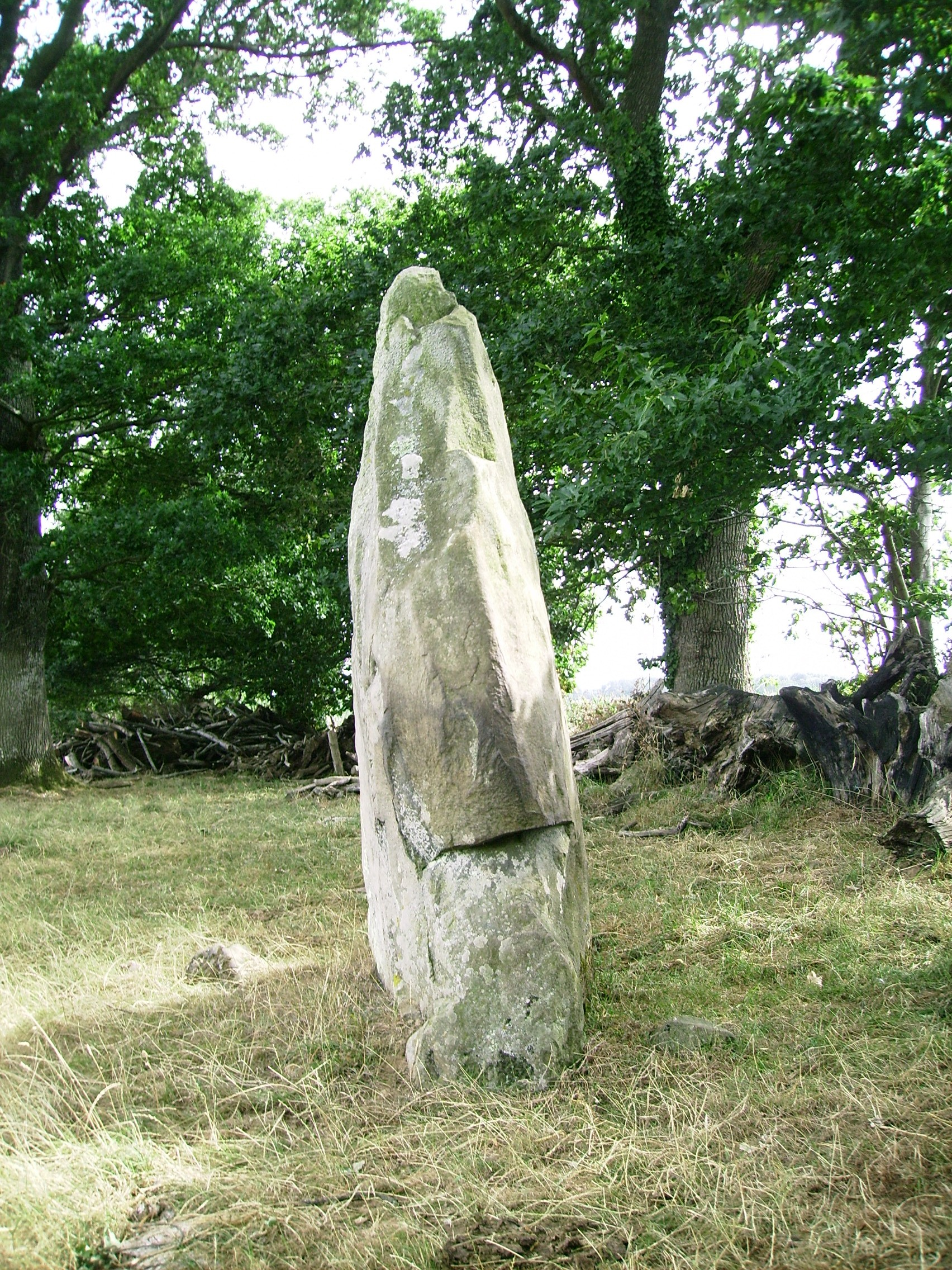
Menhir Saint-Civière
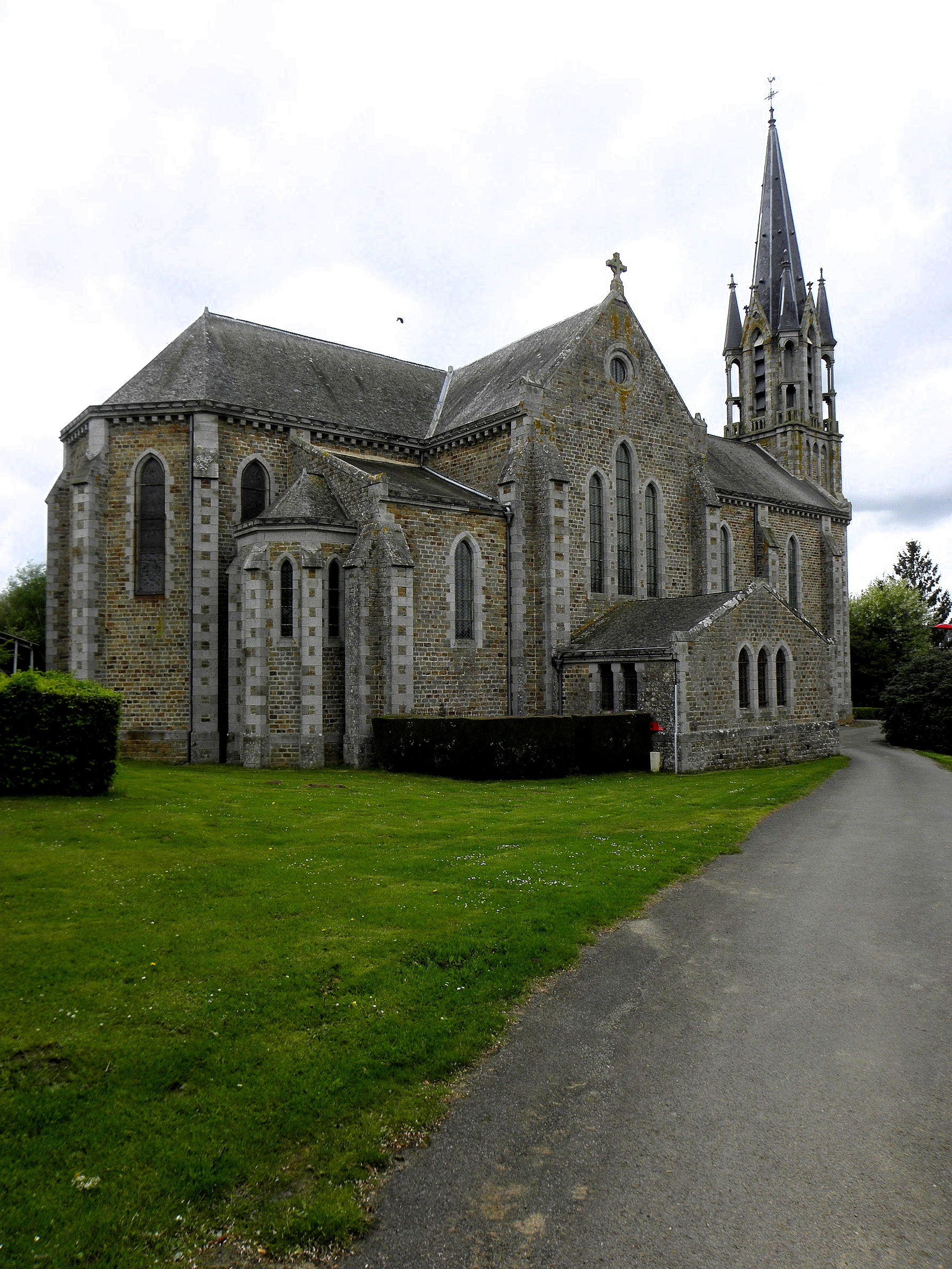
Kirche Saint-Martin

## Persönlichkeiten
- Ovid Charlebois (1862–1933), Priester und Apostolischer Vikar von Keewatin